# 고삼
고삼(苦蔘) 또는 도둑놈의 지팡이(영어: shrubby sophora)는 콩과에 속하는 여러해살이풀로, 대한민국 원산이다. 중국·일본·러시아 극동부에도 퍼져 있다. 쓴너삼 또는 구부러진 뿌리의 모양새를 본따 도둑놈의 지팡이라고도 부른다.

## 생태
풀밭에서 자라고 키는 1 미터 남짓이며, 줄기는 곧게 서다가 윗부분에서 가지가 갈라진다. 어린 가지에는 털이 나며 검은 빛이 돌다가, 자라면서 털은 없어지고 녹색을 띤다. 잎은 어긋나고 15~41개의 작은 잎이 달린 홀수 깃꼴겹잎이다. 작은 잎은 긴 타원 모양이거나 달걀 모양이고, 길이는 2~4 센티미터, 너비는 7~15 밀리미터 정도로 앞뒤에 털이 난다. 꽃은 6~8월에 피고 가지 끝 총상꽃차례에 연한 노란색 꽃이 줄줄이 달린다. 열매는 꼬투리 열매로 아래로 늘어지며 씨 3~7개가 들었고, 익어도 갈라지지 않는다.

## 사진

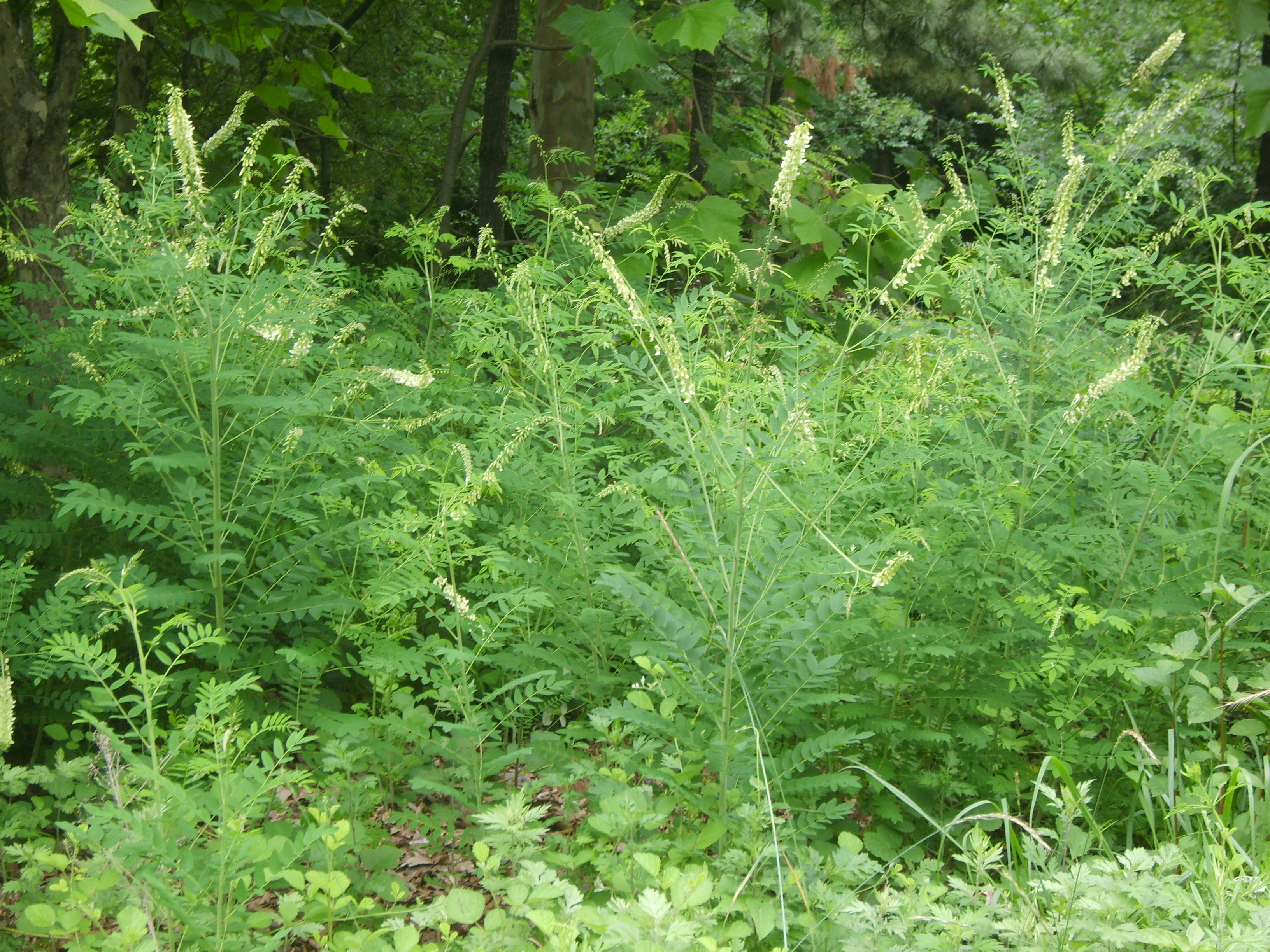
무리지어 꽃 핀 고삼
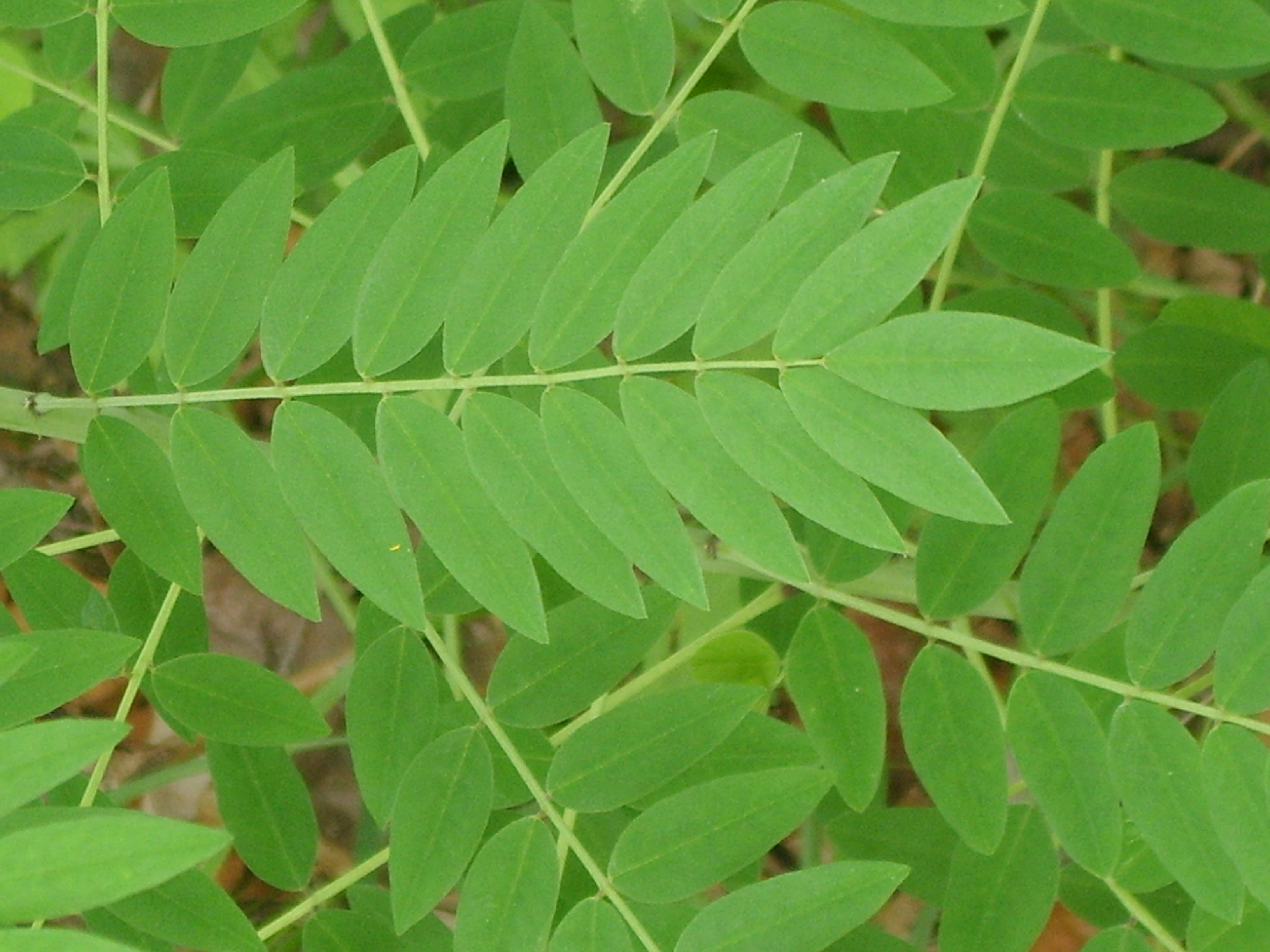
잎
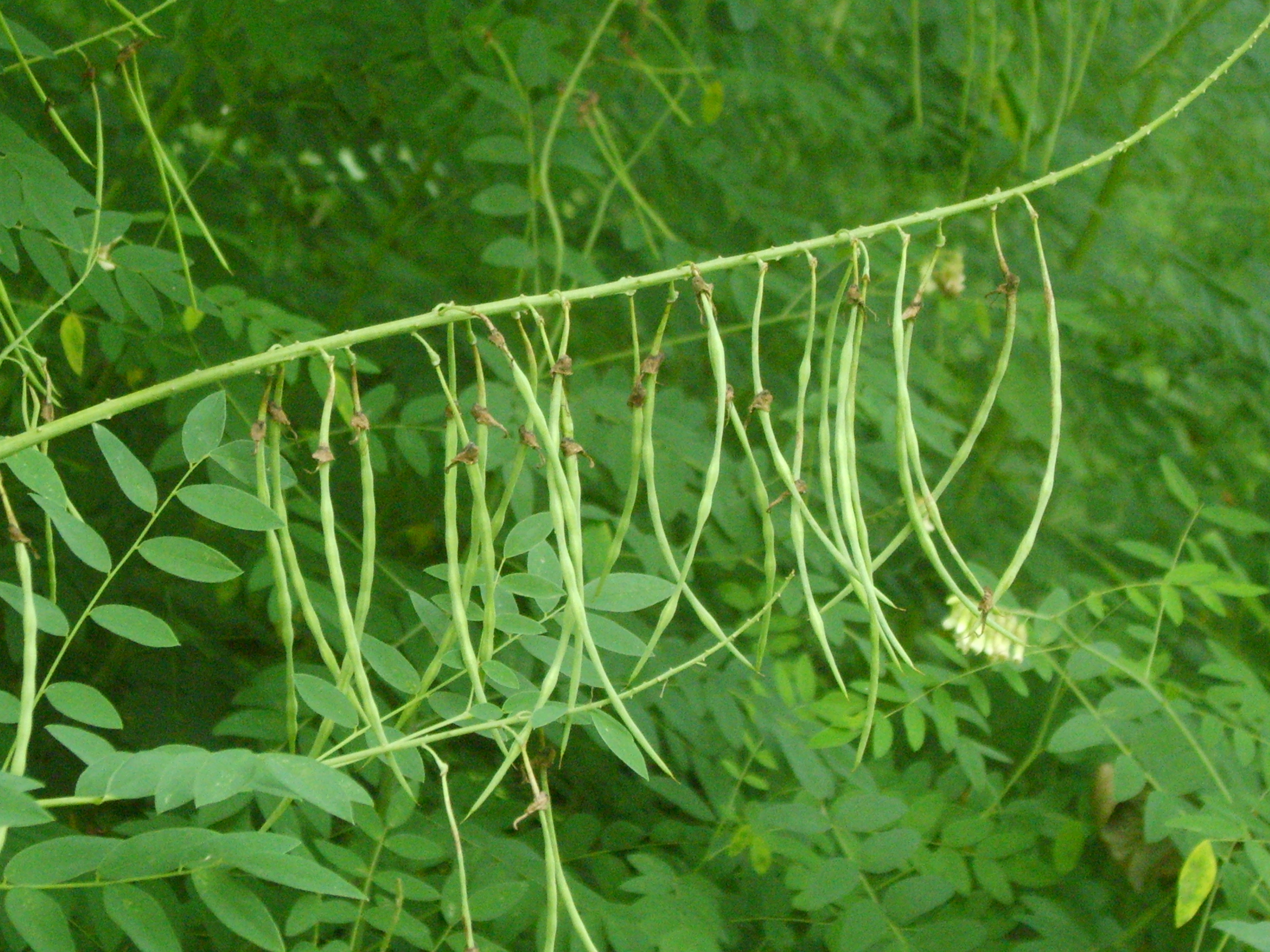
열매

## 참고 문헌
- 고경식; 김윤식 (1988). 《원색한국식물도감》. 아카데미서적.
- 풀베개